# 斯拉瓦切爾凱澤鄉

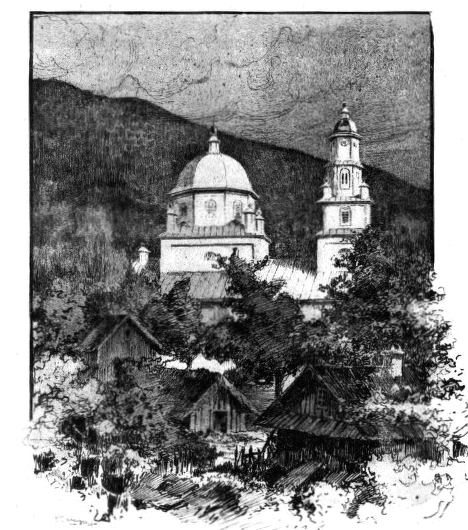

44°54′N 28°32′E / 44.900°N 28.533°E
斯拉瓦切爾凱澤鄉（羅馬尼亞語：Comuna Slava Cercheză, Tulcea），是羅馬尼亞的鄉份，位於該國東南部，由圖爾恰縣負責管轄，面積106平方公里，海拔高度91米，2002年人口2,560，人口密度每平方公里24人。